# Dominic Ongidi Abunda
Dominic Ongidi Abunda (* 8. August 1993 in Kisii) ist ein kenianischer Hammerwerfer und Rekordinhaber seines Landes.

## Sportliche Laufbahn
Erste internationale Erfahrungen sammelte Dominic Ongidi Abunda 2011 bei den Juniorenafrikameisterschaften in Gaborone, bei denen er im Diskuswurf mit einer Weite von 41,73 m den sechsten Platz gelangte und im Hammerwurf mit 53,97 m Rang fünf erreichte. 2018 nahm er erstmals an den Commonwealth Games im australischen Gold Coast teil und klassierte sich dort mit 61,38 m auf Rang 16. Anschließend belegte er bei den Afrikameisterschaften in Asaba mit neuem Landesrekord von 62,57 m den siebten Platz. Im Jahr darauf nahm er an den Afrikaspielen in Rabat teil und wurde dort mit einem Wurf auf 61,31 m Fünfter. 2022 gelangte er bei den Afrikameisterschaften in Port Louis mit 51,65 m auf Rang acht und 2024 belegte er bei den Afrikaspielen in Accra mit 60,77 m den fünften Platz. Zudem wurde er bei den Afrikameisterschaften in Douala mit 58,22 m Sechster.
In den Jahren von 2015 bis 2019 sowie 2023 und 2024 wurde Abunda kenianischer Meister im Hammerwurf.